# Buurtsche Berg
De Buurtsche Berg is een heuvel in de gemeente Rhenen in de Nederlandse provincie Utrecht. Op de Buurtsche Berg is in de prehistorie een grafheuvel aangelegd. De heuvel ligt ten noordwesten van Rhenen en ten noordoosten van Elst en maakt deel uit van de stuwwal Utrechtse Heuvelrug. Ten noordwesten liggen de Sparreboomsche Berg en de Elsterberg en in het zuidoosten ligt de Paasheuvel in het Remmersteinsche Bosch bij huize Remmerstein. Aan de noordoostzijde is een deel van de berg afgegraven. Thans is deze voormalige zandafgraving, genaamd Kwintelooyen, ingericht als natuurgebied en dagrecreatieterrein.
De Buurtsche Berg is 59,9 meter hoog.

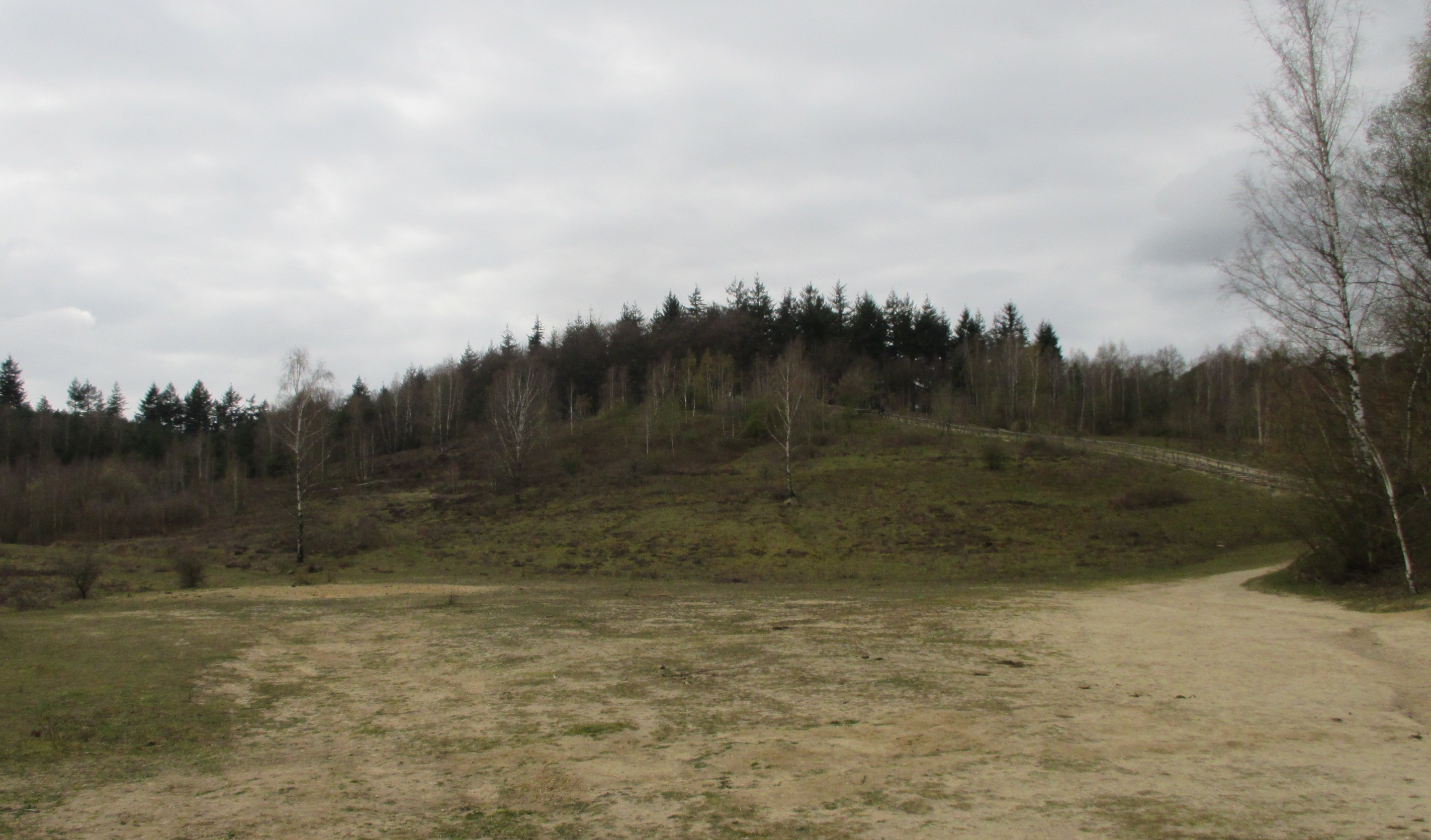
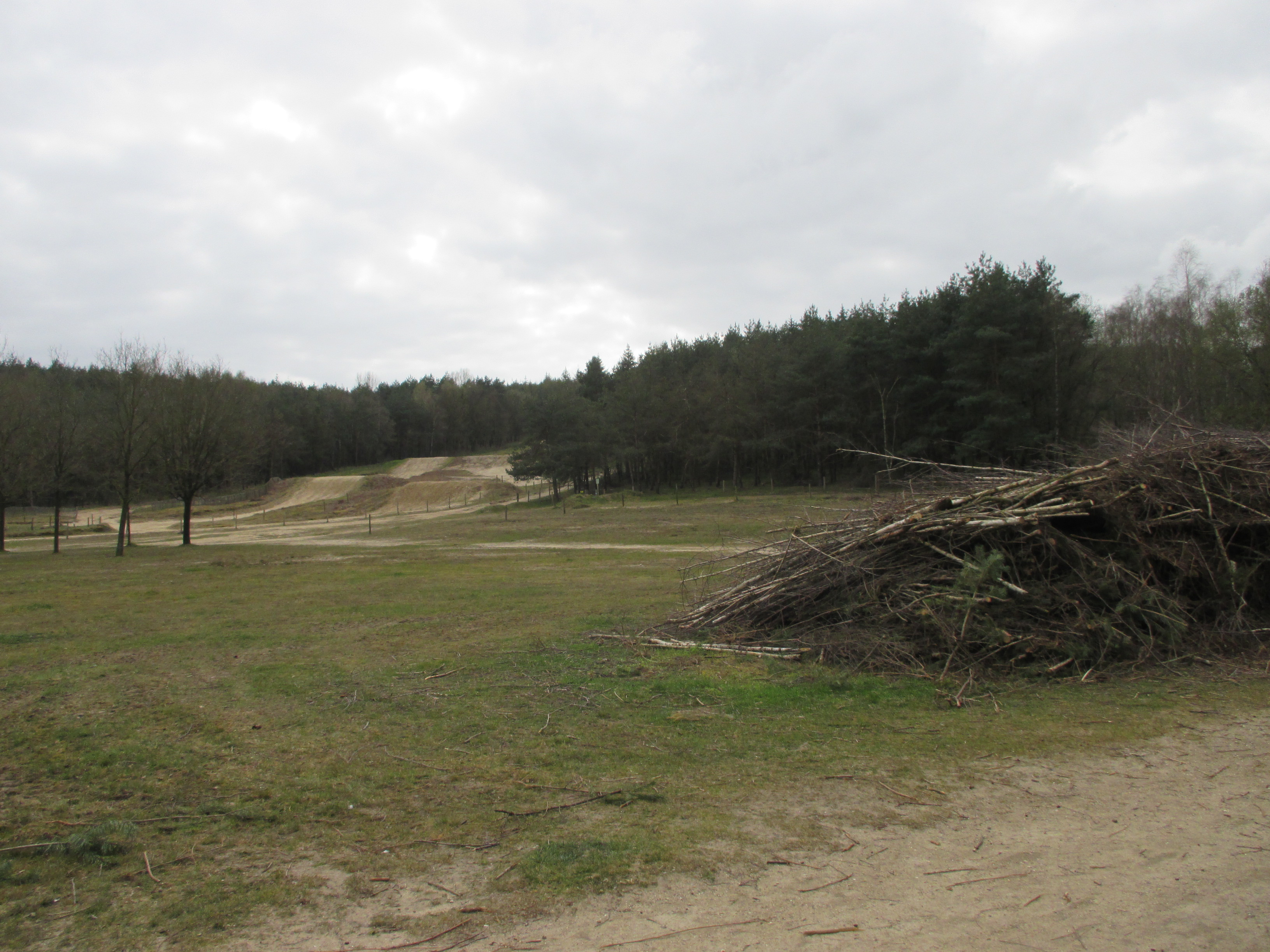
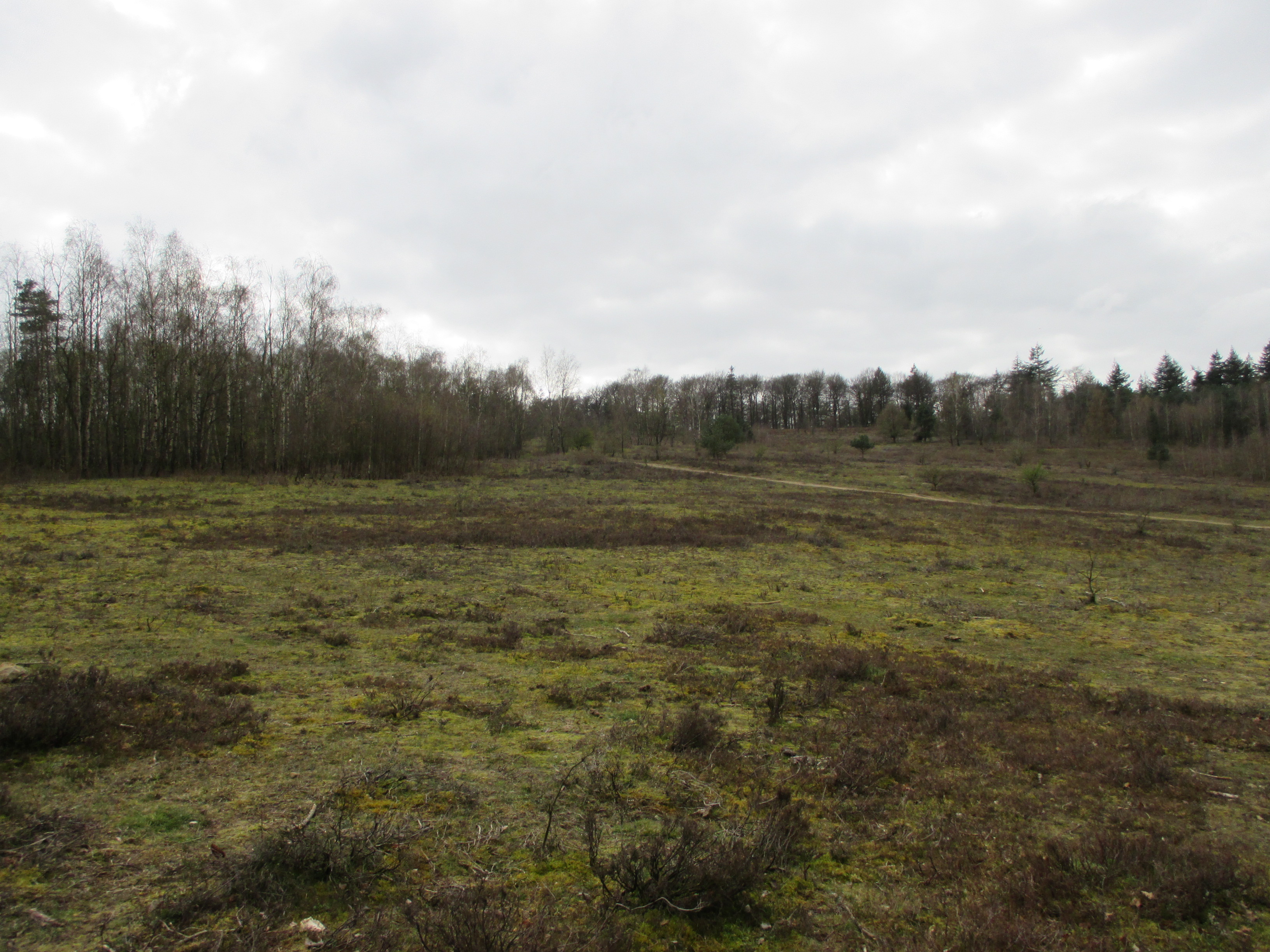